# 15×24
『15×24』（イチゴーニイヨン）は、新城カズマのライトノベルである。2009年9月から12月にかけてスーパーダッシュ文庫（集英社）より全6巻が刊行された。イラストは箸井地図。
本の雑誌が選ぶ2009年度文庫ベストテン7位。
韓国語版の翻訳がなされ、2012年12月に発売された。

## あらすじ
2005年の大晦日を迎える東京で、1人の少年が自殺サイトで知り合った人物「17」とともに死のうとしていた。しかし、「17」と連絡を取り合うのに使う携帯電話が盗まれてしまう。そしてその携帯電話の中にある自殺予告のメールは17歳の少年少女に転送されていき、彼らはそれぞれの理由で少年を捜索し始める。その一方で自殺予告のメールはインターネットを通じて拡大していき、暴力団をも巻き込むようになる。

## 登場人物

### 少年少女
徳永準（とくなが じゅん）
語り部の一人。私立成風館高校2年生。現実に絶望を抱き、インターネット上で出逢った「17」とともに自殺を図ろうとする。
伊隅賢治（いすみ けんじ）
語り部の一人。私立成風館高校2年生。人間の「死」に美を感じるという歪んだ嗜好を持っており、徳永と「17」の心中計画を知ると彼らの死ぬところを見ようと尾行する。
在所惟信（ざいしょ よしのぶ）
語り部の一人。私立成風館高校2年生。家が金持ちで、父親は製薬会社の社長。オサリバン・愛のファン。彼が主観の箇所は地の文が自分の発言という文体になる。
笹浦耕（ささうら こう）
語り部の一人。私立成風館高校2年生。クリスチャン。「去る者は追わず」という信条を持っている。高遠しのぶに依頼され、徳永の自殺を止めようとする。彼が主観になっている箇所は、過去のことを回想している文体になる。
温井川聖美（ぬくいがわ さとみ）
語り部の一人。私立成風館高校2年生。祖母が危篤状態に陥ったため、病院に向かう最中にメールを受け取る。高い身長と妹にコンプレックスを抱いている。
枯野透（からの とおる）
語り部の一人。都立九段高校2年生。超がつくほどのお人好しで、困っている人がいると放っておけない性分。美少年らしく、渡部亜希穂に惚れられている。
渡部亜希穂（わたべ あきほ）
語り部の一人。都立八王子西高校2年生。万引きの常習犯で、徳永の携帯を盗む。騒動の最中出逢った枯野に一目惚れする。
西満里衣（にし まりえ）
語り部の一人。茨城県の自宅で大検の勉強をしている。小学4年生のときに遭った事故のせいで車椅子生活を送っている身体障害者。
左右田正義（そうだ まさよし）
語り部の一人。都立星が岡高校2年生。過剰なまでの正義感を持ち、騒動のなかでリーダー的役割を果たすが、女性や障害者など自分より立場の低い（とみなした）者を軽蔑し、自分が全て正しいと思っているなど独善的で醜い一面もある。
折口歩乃果（おりぐち ほのか）
語り部の一人。某有名私立高校2年生。中学時代はいじめられていた。徳永に片思いをしており、自殺の助けをしてあげようと思っている。スティーヴン・キングを愛読するオタク寄りの文学少女。
藤堂真澄（とうどう ますみ）
語り部の一人。道場主の孫息子で、四人兄弟の末っ子。池袋界隈の自警団のリーダー。長髪を赤・茶・金の三色に染めているが、不良という訳ではなく、警視庁にも顔が利く。彼が主観の箇所は、報告調の文体になる。
三橋翔太（みつはし しょうた）
語り部の一人。暴力団員をナイフで刺し、逃走を続けている。その最中、裏DVDを売っている「センパイ」の指示によってコンビニ強盗を働く。強姦され、子供を孕んだ挙句流産して失踪した姉を持つ。彼が主観の箇所は、ひらがなが多く文章が幼稚になっている。
私市陶子（きさいち とうこ）
語り部の一人。通っていた高校の教師と結婚した17歳の妊婦。彼女が主観の箇所は、「先生」に向かって話しかけている文体になる。
オサリバン・愛（おさりばん まな）
語り部の一人。日本人とアイルランド人のハーフで、ダブリン出身の新人グラビアアイドル。転送されてきた自殺予告メールについてインターネットテレビで話す。彼女が主観の箇所は、台本風の文体になる。
17
語り部の一人。インターネット上にしか姿を現さない。徳永とともに<<完璧な場所>>で自殺しようとしている。

### その他の登場人物
ファブリ
大阪からやってきた暴力団幹部と思われる男。ふざけた口調だが、人の目玉をくりぬく事を好む、冷酷で残忍な性格。よく「世界名作劇場」を引用する。
インジャン・ジョー
ファブリの部下。
ガスパール
ファブリの部下。
高遠しのぶ（たかとお しのぶ）
笹浦の恋人の大学生。徳永の自殺を止めるよう笹浦に依頼する。
高遠未由帆（たかとお みゆほ）
高遠しのぶの妹。
温井川賢美（ぬくいがわ ひろみ）
温井川聖美の妹。姉よりしっかりしているが、それが聖美にコンプレックスを抱かさせる原因になっている。
美園（みその）
オサリバン・愛の所属する会社の社長兼愛のマネージャー。昔はグラビアアイドルとして活躍し有名になるが在所兄弟と三角関係になった挙句引退。その後配管工や長距離ドライバーなどを経てマネージャーとして芸能界に舞い戻る。なかなかの女傑。
ファラオさん
ネットカフェで号泣していた女性。ネズミ講から渡部を救う。
〈死にかけ〉のじいさん
徳永と出会ったホームレスの老人。
ツワブキ
渡部をネズミ講に陥れようとする男性。成風館大学の学生で、しのぶと笹浦に酷評された映画を製作したCG研所属。暴力団との繋がりがある自警団<ALR>（アルバトロス・ラムダ連合）に所属している。
凪・波美
徳永が出会った謎の双子。自己のアイデンティティが崩壊しつつある。
馬橋
事件に関わる警部補。未解決に終わった二つの殺人事件とその裏に潜んでいる人身売買産業を探っていた刑事の末息子とともに、再び人身売買産業の捜査を行っている。
アレックス
都市神話工学のフィールドワークを行っている大学教授。オランダ生まれのシンガポール育ちで、寿司とアニメが好き。
冬志貴
笹浦の中学時代の親友。笹浦と二人でよくいじめをやっていたが、いじめ相手が自殺未遂を起こして転校してからは、いじめから身を引いた笹浦をいじめ出した。
在所治英
若隠居で惟信のおじ。黄金と銀が混じりあった色合いの長髪を持つ。メカニックおたくで、自宅を改造して格言が流れるプラネタリウムまで設置している。兄と美園を取り合った結果、不倫して隠し子を産む。
有働
自警団<遊動>のリーダー。英単語帳を携帯しており、それ故よく英単語が飛び出し、相手のことを「ミスタ・○○」と呼ぶ。電子通貨UDを発行し、電子用心棒の業務も行っている。フェアプレーを好むが、かなり無鉄砲な性格。
ジュラ
右側だけサングラスの眼鏡をつけた少女。自殺しようとする徳永に同行する。元々はイトウ・シヲリの『ファストフード＆スローキラー』の登場人物である。
新城カズマ
作家。登場人物からの話を取材し筆記している。

## コミカライズ
『スーパーダッシュ&ゴー!』（集英社）2013年4月号で本書のイラストレーターである箸井地図によって読み切りでコミカライズされた。

## 既刊一覧
1. 『15×24 linkone せめて明日まで、と彼女は言った』ISBN 978-4-08-630509-9
2. 『15×24 linktwo 大人はわかっちゃくれない』ISBN 978-4-08-630510-5
3. 『15×24 linkthree ――裏切者！』ISBN 978-4-08-630514-3
4. 『15×24 linkfour Riders of the Mark City』ISBN 978-4-08-630519-8
5. 『15×24 linkfive ロジカルなソウル/ソウルフルなロジック』ISBN 978-4-08-630521-1
6. 『15×24 linksix この世でたった3つの、ほんとうのこと』ISBN 978-4-08-630522-8